# Coenagrion glaciale
Coenagrion glaciale är en trollsländeart som först beskrevs av Selys 1872.  Coenagrion glaciale ingår i släktet blå flicksländor, och familjen sommarflicksländor. Inga underarter finns listade i Catalogue of Life.